# I. Ferenc József liechtensteini herceg
I. Ferenc József (Franz Josef de Paula Johann Adam von und zu Liechtenstein; Milánó, 1726. november 19. – 1781. augusztus 18.) Liechtenstein hercege 1772 és 1781 között.

## Élete
Ferenc József 1726. november 19-én született Milánóban, Emanuel von Liechtenstein és Maria Anna Antonia von Dietrichstein-Weichselstädt gyermekeként. Tizenhárom gyerekük közül ő volt a legidősebb. Fiatalon elkísérte sikeres hadvezér nagybátyját, József Vencel herceget a hadjárataira. 1746-ban jelen volt az osztrák örökösödési háborúban, a piacenzai csatában, ahol az osztrákok legyőzték a francia-spanyol csapatokat. 1760-ban is elkísérte Parmába, ahonnan elhozták József főherceg menyasszonyát, Parmai Izabellát. 1761-ben főkamarássá nevezték ki és elkísérte Lotaringiai Károlyt Bad Mergentheimbe, akit akkor választottak meg a Teuton lovagrend nagymesterévé.
1763-ban Spanyolországba utazott, hogy elvigye Lipót főherceg arcképét menyasszonyának, Mária Ludovikának. 1767-ben tagja lett a Titkos tanácsnak, 1771-ben pedig felvették az Aranygyapjas rendbe. Utolsó hivatalos fellépése 1778-ban volt, az alsó-ausztriai nemesi gyűlés elnökeként.
1772-ben meghalt a gyermektelen József Vencel és Ferenc József örökölte a Liechtenstein hercege címet, valamint a családi birtokokat. Ekkortól már nem foglalkozott udvari teendőkkel, inkább a birtokokat igazgatta és a családi műgyűjteményt gyarapította; ezt annál is inkább tehette, mert 1772-ben, Savoyai Mária Terézia halála után jelentős örökséghez jutott.
Ferenc József 1781. augusztus 18-án halt meg Metzben, 54 évesen. Sírja a családi sírboltban található a morvaországi Vranov u Brna községben.

## Családja
Ferenc József 1750-ben vette feleségül Marie Leopoldine von Sternberg grófnőt (1733 - 1809). Nyolc gyermekük született: 
- Joseph Franz de Paula Emanuel Philipp Isaias (1752 – 1754)
- Leopoldina Maria Anna Francisca de Paula Adelgunda (1754 – 1823) feleségül ment Karl Emanuel von Hesse-Rheinfels-Rotenburg őrgrófhoz
- Maria Antonia Aloysia Walburga Mechthildis (1756 – 1821) apáca lett
- Franz de Paula Joseph (1758 – 1760)
- Aloys Josef Johannes Nepomuk Melchior (1759–1805) Liechtenstein hercege
- Johann Baptist Josef Adam Johann Nepomuk Aloys Franz de Paula (1760–1836) Liechtenstein hercege
- Philipp Josef Aloys Martinianus (1762 – 1802)
- Maria Josepha Hermenegilde (1768 – 1845), feleségül ment Esterházy Miklóshoz

## Fordítás
- Ez a szócikk részben vagy egészben  a   Franz Josef I. (Liechtenstein) című német Wikipédia-szócikk ezen változatának fordításán alapul.  Az eredeti cikk szerkesztőit annak laptörténete sorolja fel. Ez a jelzés csupán a megfogalmazás eredetét és a szerzői jogokat jelzi, nem szolgál a cikkben szereplő információk forrásmegjelöléseként.

| Előző uralkodó: József Vencel | Liechtenstein hercege 1772–1781 | Következő uralkodó: I. Alajos |